# Geoica sikkimensis
Geoica sikkimensis är en insektsart. Geoica sikkimensis ingår i släktet Geoica och familjen långrörsbladlöss. Inga underarter finns listade i Catalogue of Life.